# Austraeolis ornata
Austraeolis ornata (Angas, 1864) è un mollusco nudibranchio della famiglia Facelinidae.